# Mabel St Clair Stobart
Mabel Annie St Clair Stobart, nata Mabel Annie Boulton (Woolwich, 3 febbraio 1862 – Bournemouth, 7 dicembre 1954), è stata un'attivista, umanitaria e suffragetta britannica; ha creato e comandato unità mediche di sole donne per prestare servizio nelle guerre balcaniche e nella prima guerra mondiale. È diventata la prima donna a raggiungere il grado di Maggiore in qualsiasi esercito nazionale. È stata anche autrice di diversi libri e articoli.

## Biografia
Nata da una famiglia benestante nel 1862 in Inghilterra, i suoi genitori erano Sir Samuel Bagster Boulton e Sophia Louisa (nata Cooper).
Era la terza figlia di una famiglia di cinque femmine e due maschi. Era un'appassionata giocatrice di golf e di tennis e ha scritto un libro sul golf, oltre a diversi articoli sulla pesca. Si ribellava agli ornamenti tipici della sua educazione, rifiutando a un certo punto di essere presentata alla Corte reale.
Sposò St Clair Kelburn Mulholland Stobart (1861–1908), un commerciante di granito di origine irlandese il 16 luglio 1884. Ebbero due figli: St Clair Eric nacque nel 1885 e Lionel nacque nel 1887; St Clair Eric tendeva a invertire i suoi primi due nomi in età avanzata, presumibilmente per evitare confusione e per semplicità. Le finanze di suo marito iniziarono a fallire nel 1902 e la famiglia si trasferì nel Transvaal, nel 1903, per avviare una fattoria, all'indomani delle guerre boere. Aprì anche un'attività commerciale, ma presto la famiglia decise di tornare in Inghilterra.
Tornò in Gran Bretagna nel 1907, mentre suo marito rimase per sistemare gli affari. Alla fine St Clair non sarebbe tornato, poiché morì in mare il 9 aprile 1908 durante il viaggio di ritorno. La vedova Mrs St Clair Stobart si stabilì a Studland Bay, nel Dorset.
Pochi anni dopo, il 3 marzo 1911, Mabel Stobart si risposò: con John Herbert Greenhalgh, un avvocato in pensione. Insolitamente, per quel tempo, sia il marito che la moglie usavano il cognome congiunto Stobart-Greenhalgh. (pag.3)
Una volta tornata in Inghilterra, Stobart si lanciò nella causa delle suffragette, partecipando a numerosi eventi e riunioni. (pag.3) Nel 1913 si candidò per il seggio di Westminster alle elezioni del London County Council, dove arrivò terza con 1.199 voti. Si diede da fare su un programma di alloggi pubblici per la classe operaia e aumentò i servizi medici di emergenza.

## Corpo di convoglio di donne malate e ferite

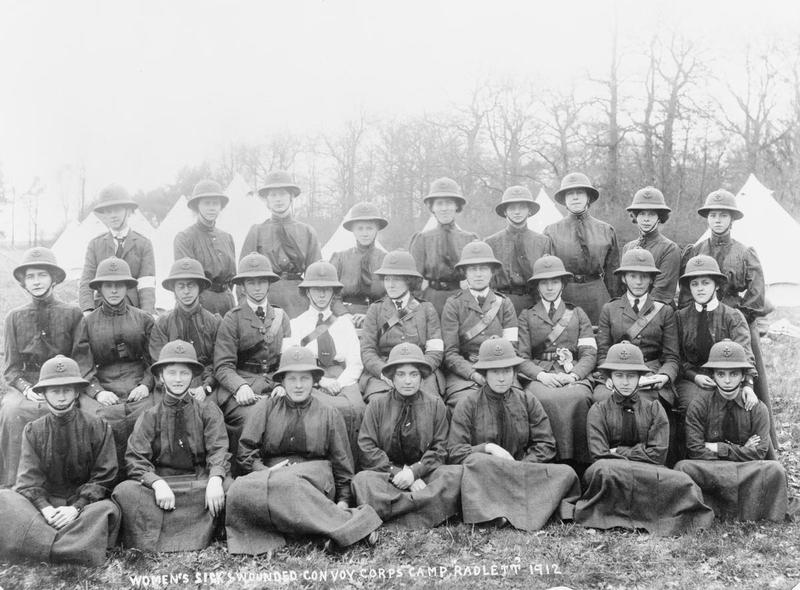
Gruppo del corpo di convoglio di donne malate e ferite nel campo di Radlett nel 1912. St Clair Stobart è la sesta da sinistra, fila centrale.

La Stobart sentiva fermamente che stava arrivando una grande guerra e le donne avrebbero potuto contribuire a questo sforzo bellico fornendo cure mediche insieme ad altre attività di supporto. Durante la sua vita non ha mai avuto alcuna formazione medica vera e propria. Inizialmente era entrata a far parte della neonata Yeomanry infermieristica di pronto soccorso (FANY) ma se n'è andò dopo poco tempo. Aveva problemi con il finanziamento dell'organizzazione e l'opinione percepita che non stesse facendo abbastanza per promuovere le donne nell'esercito.(pag.43) Nel 1910 fondò presto il Corpo di convoglio di donne malate e ferite (WSWCC).

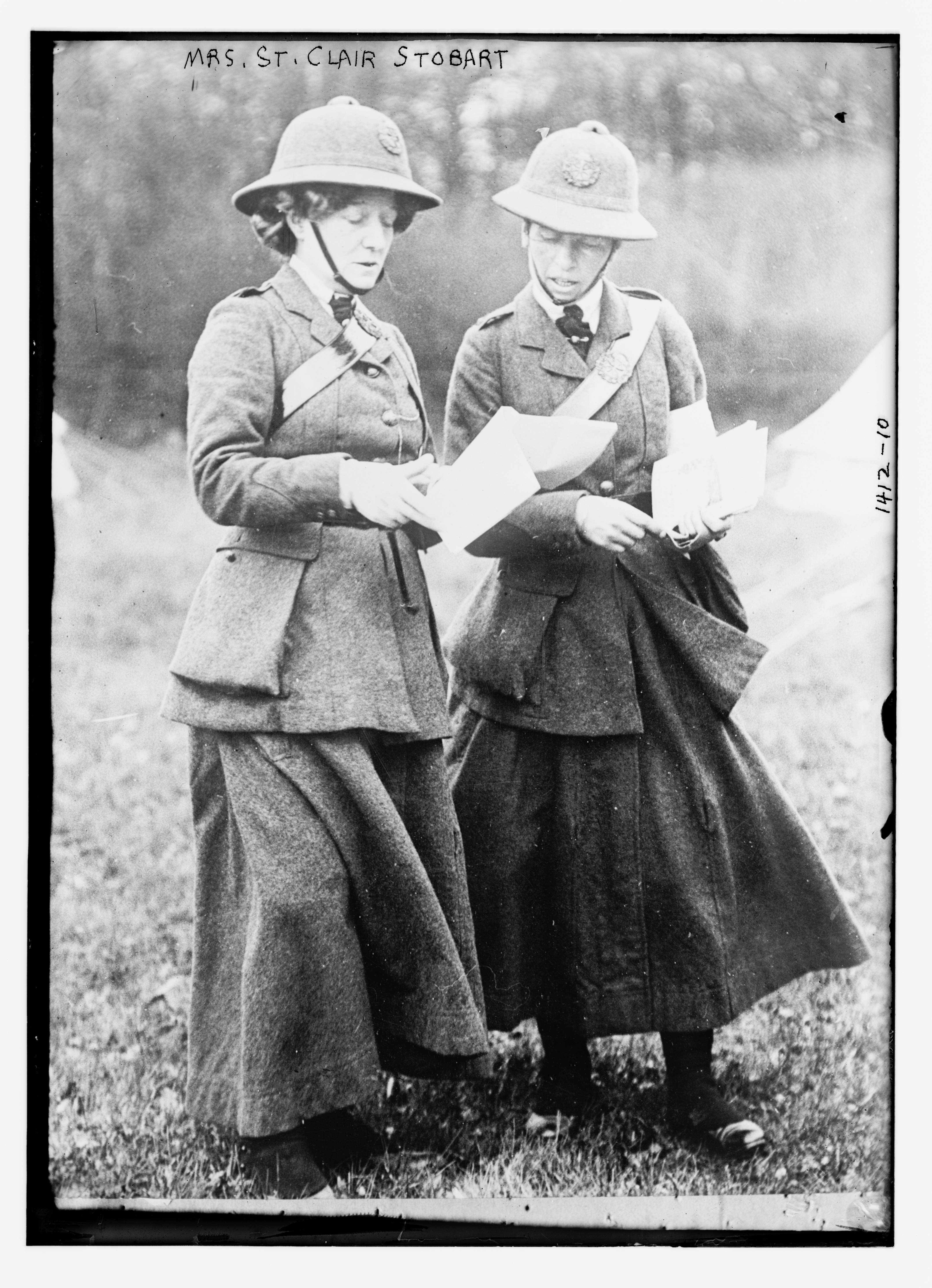
The WSWCC started training in 1910

### Le guerre balcaniche
Le guerre balcaniche scoppiarono nell'ottobre 1912 tra l'Impero ottomano e gli ex territori del Regno di Bulgaria, Grecia, Regno del Montenegro e Regno di Serbia. La Società della Croce Rossa Britannica (BRCS) aveva inviato una squadra al conflitto, ma nessuna donna in modo esplicito, perché la società pensava che le condizioni sarebbero state "del tutto inadatte alle donne". Lei non era d'accordo e cercò un modo per inviare il suo Corpo. Si avvalse dell'aiuto di Noel Buxton, deputato e presidente del Comitato di soccorso per la guerra nei Balcani: si avvicinò a Buxton in un club e lui le suggerì di viaggiare con lui entro pochi giorni per presentare il suo caso direttamente al governo bulgaro. La Stobart organizzò rapidamente la sua unità in due giorni. Sarebbero rimasti in Inghilterra e avrebbero atteso notizie da lei se avessero ricevuto il permesso.
Dopo aver viaggiato sull'Orient Express, Stobart, suo marito, Noel Buxton e suo fratello, Charles Buxton, deputato, arrivarono tutti a Sofia, in Bulgaria. La Stobart ricevette una risposta positiva dal capo della Croce Rossa bulgara, ma era ancora necessario il permesso del capo della divisione medica militare. Invece di aspettarlo andò al fronte per vederlo. Dopo aver tenuto un appassionato discorso sulle donne britanniche, ottenne il permesso per la sua unità di venire e di essere "...più vicino al fronte possibile".(pag.33)
Stobart telegrafò la notizia all'unità in Inghilterra e tre donne dottoresse, sei infermiere completamente qualificate e quattro aiutanti qualificati, insieme a tre cuochi, si recarono a Sofia. Dopo l'arrivo furono inviati in prima linea vicino a Kırklareli. Dopo sette giorni di viaggio sui buoi attraverso un terreno montuoso, arrivarono e iniziarono le operazioni. L'unità trascorse cinque settimane nel paese, curando feriti e malati fino alla firma dell'armistizio.(pag.5)
Quando tornò in Inghilterra pubblicò un libro sul WSWCC e sulle donne in guerra. Il libro, War and women, from experience in the Balkans and elsewhere (La guerra e le donne, dall'esperienza nei Balcani e altrove), fu dedicato alla zarina (regina) di Bulgaria, Eleonora di Reuss-Köstritz. La zarina era stata un'infermiera durante la guerra e aveva fatto una donazione personale di biancheria da letto e provviste per l'unità WSWCC.
La Stobart andò in visita in Canada per tre mesi. Durante il suo periodo di assenza, i membri del WSWCC decisero che l'unità dovesse essere incorporata nella British Red Cross Society. Lei protestò con forza e lasciò l'organizzazione da lei fondata.

## Prima guerra mondiale

### In Belgio
La Gran Bretagna dichiarò guerra alla Germania il 4 agosto 1914. La Stobart si recò a Bruxelles il 18 agosto 1914, arrivando la sera del 19, e inviò un telegramma in cui ordinava all'unità di uscire immediatamente. Iniziarono immediatamente a convertire gli edifici universitari che erano stati destinati ad uso ospedaliero dalla sua unità il 20. Alle 14 seguì una folla fino al Boulevard des Jardins Botaniquese ed assistette all'ingresso trionfante dell'esercito tedesco e alla presa di possesso della capitale del Belgio, scattando stupidamente delle foto. Rendendosi conto della situazione, la Stobart cercò di trovare i mezzi per comunicare con la sua unità. Dopo uno sforzo persistente riuscì a ottenere un passaporto dal generale tedesco, per Venlo nei Paesi Bassi, partendo alle 18:00. il 24 agosto da Lovanio alle 20:00 e viaggiando fino alla mattina successiva alle 5:00 (Lovanio fu distrutta il giorno successivo) fino ad Hasselt alle 8:00
Dopo aver fatto colazione il corteo non si sarebbe riavviato e, dopo ripetute ispezioni dei loro passaporti, furono arrestati come spie, circondati da soldati a cui fu ordinato di armare i fucili, aggiustare le baionette e sparare se si muovevano o parlavano tra loro. Dopo un'ora furono condotti in un albergo, i loro bagagli furono perquisiti e loro stessi furono perquisiti, prima di essere condotti alla stazione ferroviaria alle 17:00. insieme a diciotto membri della Guardia Civica e sei delinquenti, e caricati su un camion di carbone sporco, che ha viaggiato fino alle 19 circa, che arrivava a Tongeren.
Lì un comandante anti-inglese che la Stobart definì il "diavolo maggiore" dichiarò che una mappa e una macchina fotografica erano sufficienti per essere condannati come spie, per cui il loro destino era di essere fucilati entro ventiquattro ore. Mentre cercava di spiegare il loro caso, la Stobart rimase scioccata dal commento: "Sei inglese, e che tu abbia ragione o torto, questa è una guerra di annientamento". Trascorsero la notte, dopo aver litigato per non separarsi perché alle donne non era permesso dormire con gli uomini: la comitiva era composta dal marito, il cappellano e un povero autista belga coinvolto nella vicenda.
Un simpatico ufficiale, che era sposato con una donna inglese, entrò nella stanza e promise di fare tutto ciò che era in suo potere per aiutarli, in cambio di comunicare a sua moglie che tutto andava bene per lui. Fu interrotto e rimosso severamente dal "diavolo maggiore". La mattina seguente, il diavolo maggiore, frustrato dall'ingerenza nella programmata esecuzione mattutina, prese accordi con rabbia per trasferire i quattro prigionieri a Colonia per essere processati per alto tradimento.
Durante il viaggio la notizia del loro trasferimento li precedette, e a Liegi furono rimossi dal treno e gli ufficiali che lo fecero avevano in mente di processare loro stessi le "spie" inglesi. Mentre il treno stava per partire, la Stobart riuscì a costringere una delle loro guardie a mostrare all'ufficiale l'ordine di trasferirli a Colonia. Alla produzione dei documenti, l'ufficiale si fermò e permise loro di risalire sul treno, ma soprattutto, senza i loro documenti che erano la prova della loro storia. Il loro viaggio si concluse ad Aquisgrana (Aix-la-Chappelle) alle 20:00, sono stati condotti in una caserma e presentati separatamente a un giudice.
L'unica prova rimasta era un ritaglio del Morning Post che affermava che "la signora St. Clair Stobart era partita quel giorno per Bruxelles su invito della Croce Rossa belga, per fondare un ospedale per soldati francesi e belgi".
Prima di essere nuovamente trasferita in prigione per la notte, la sera seguente fu portata davanti al giudice del carcere, che le offrì di alloggiare in un albergo, se avesse dato la sua parola di non tentare la fuga, mentre lui indagava sulle sue dichiarazioni. Lei rispose che l'avrebbe fatto, solo se ai suoi compagni fosse stata estesa la stessa cortesia, al che le fu detto che l'avevano già fatto e fu cortesemente portata in albergo ed assegnato un ufficiale per supervisionare la loro libertà condizionale. Dopo alcuni telegrammi confusi, fu decisa la loro innocenza e, domandata la destinazione desiderata, il giudice concesse loro il rientro a Londra, via Flessinga.
Al ritorno a Londra la Stobart portò poi la sua unità all'Assedio di Anversa del 1914, in risposta ad una richiesta ricevuta tramite Lord e Lady Esher.
In seguito agli exploit di Anversa, la Stobart fondò un ospedale presso lo Château Tourlaville vicino a Cherbourg, che operò nel 1914-1915, ma, annoiata dal noioso lavoro lontano dal fronte, lasciò l'ospedale che aveva fondato e cercò una nuova sfida.

### In Serbia

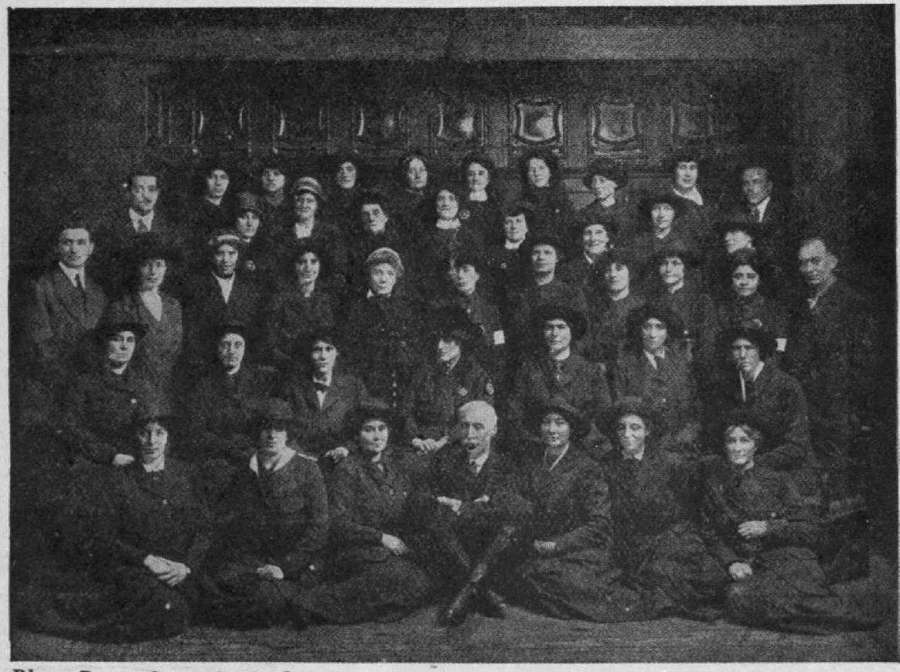
Con l'eccezione di pochi uomini, tutte le unità n. 3 del Fondo di soccorso serbo erano donne

A seguito della guerra e dei suoi effetti, in Serbia scoppiò il tifo esantematico, che provocò la morte di circa 150.000 persone, tra cui circa la metà dei medici del Paese.(Pag.7) La Stobart, insieme a diverse altre unità sanitarie della Croce, andò nella zona interessata. Una di quelle che si prendevano cura dei feriti e delle vittime del tifo era Mabel Dearmer, autrice, illustratrice e pacifista. La Dearmer sarebbe poi morta lei stessa di tifo.(Pag.83)
Le azioni della Stobart attirarono l'attenzione dell'esercito reale serbo. La divisione medica, alla fine di settembre 1915, le chiese di comandare un ospedale da campo in prima linea. Insieme ad alcuni medici e infermieri, sessanta soldati sarebbero stati sotto il suo comando. Per adattarsi a questa posizione, le fu conferito il grado di maggiore, che la rese la prima donna conosciuta con il grado di maggiore al mondo.(Pag.138) L'unità doveva essere chiamata Primo ospedale da campo serbo-inglese (fronte).(Pag.138)
La guerra non stava andando molto bene per la Serbia nell'autunno del 1915. La Bulgaria si era unita alla guerra contro la Serbia. Dopo aspri combattimenti, l'esercito insieme ai civili fece la Ritirata dell'esercito serbo in Albania. La ritirata fu un completo disastro con un freddo terribile, strade piene di fango, continui attacchi nemici e mancanza di cibo e altri rifornimenti. Le stime stimano i costi a ben oltre 250.000 soldati morti o dispersi. Non esiste una stima sul numero di civili morti. (Pag.137-138)
La Stobart arrivò al fronte con la sua unità poco prima dell'inizio della ritirata. La sua unità fu una delle ultime ad iniziare la pericolosa traversata delle montagne, ma riuscì a restare unita con poche perdite. (Pag.138-139)
Nel 1916 la Stobart scrisse The Flaming Sword in Serbia and Elsewhere, (La spada fiammeggiante in Serbia e altrove), un resoconto del suo calvario in Serbia illustrato con le sue stesse fotografie e intraprese tournée di conferenze britanniche, donando i proventi alla Croce Rossa Serba.

### Viaggi successivi
Dopo che l'America entrò in guerra nell'aprile 1917, la Stobart si recò in Nord America, Stati Uniti e Canada, per un giro di conferenze organizzato tramite il Ministero dell'Informazione britannico, seguito da un giro di conferenze in Irlanda alla fine del 1918.

## Lo spiritualismo e la vita successiva
Nel 1918 la Stobart ottenne la custodia delle sue due nipoti i cui genitori erano morti nell'epidemia di influenza e nel 1928 morirono suo figlio maggiore e suo marito. Come risultato di queste perdite e delle sue esperienze in tempo di guerra divenne una figura chiave nello Spiritualismo, partecipando a varie organizzazioni spiritualiste e scrivendo diversi libri e opuscoli sull'argomento, tra cui Ancient Lights (1923) e Torchbearers of Spiritualism (1925).
La Stobart divenne presidente del British College of Psychic Science e nel 1924 fondò e divenne presidente della comunità spiritualista e il collega spiritualista Arthur Conan Doyle ne fu il presidente fino alla sua morte nel luglio 1930. La Stobart fu il presidente della comunità spiritualista Countil da 1924-1941 e si unì anche al consiglio del Congresso mondiale delle fedi.
Nel 1935 pubblicò la sua autobiografia, Miracles and Adventures: An Autobiography.
Trascorse la maggior parte della sua vita rimanente nella sua casa a Studland, nel Dorset.
Morì il 7 dicembre 1954 all'età di 92 anni.

## Opere scritte
- War and women, From Experience in the Balkans and Elsewhere 1913. London, G. Bell & Sons, Ltd.
- The Flaming Sword in Serbia and Elsewhere 1916. London; New York: Hodder and Stoughton.
- Ancient Lights (or, The Bible, The church and psychic science). 1923. London: Kegan Paul.
- Torchbearers of Spiritualism. 1925.
- The either or of spiritualism. 1928. London: Rider & Co.
- The Apocrypha Reviewed by a Spiritualist. 1930. London: Kegan Paul.
- Psychic Bible Stories for young & old. 1933?. London: Wright & Brown.
- Miracles and Adventures. An Autobiography. 1935. London: Rider & Co.

## Altre attiviste collegate
- Elsie Inglis Memorial Maternity Hospital
- Scottish Women's Hospitals for Foreign Services
- Eveline Haverfield
- Elizabeth Ness MacBean Ross
- Leila Paget
- Elsie Inglis
- Josephine Bedford
- Katherine Harley
- Isabel Emslie Hutton